# دیان راجنوویچ
دیان راجنوویچ (صربی: Dejan Rađenović؛ زادهٔ ۸ مهٔ ۱۹۷۵) بازیکن سابق و مربی فوتبال اهل صربستان است.
از باشگاه‌هایی که در آن بازی کرده‌است می‌توان به باشگاه فوتبال صفاقسی، باشگاه فوتبال بئوگراد، باشگاه فوتبال صامسون‌اسپور، باشگاه فوتبال راد، باشگاه فوتبال شنژن، و باشگاه فوتبال پارتیزان اشاره کرد.
وی همچنین در تیم ملی فوتبال صربستان و مونته‌نگرو بازی کرده‌است.